# Liste der Baudenkmale in Goslar - Schuhhof
In der Liste der Baudenkmale in Goslar - Schuhhof sind alle Baudenkmale in der Straße Schuhhof der niedersächsischen Gemeinde Goslar aufgelistet. Die Quelle der Baudenkmale ist der Denkmalatlas Niedersachsen. Der Stand der Liste ist der 23. Oktober 2022.

## Allgemein
In den Spalten befinden sich folgende Informationen:
- Lage: die Adresse des Baudenkmales und die geographischen Koordinaten. Kartenansicht, um Koordinaten zu setzen. In der Kartenansicht sind Baudenkmale ohne Koordinaten mit einem roten Marker dargestellt und können in der Karte gesetzt werden. Baudenkmale ohne Bild sind mit einem blauen Marker gekennzeichnet, Baudenkmale mit Bild mit einem grünen Marker.
- Bezeichnung: Bezeichnung des Baudenkmales
- Beschreibung: die Beschreibung des Baudenkmales. Unter § 3 Abs. 2 NDSchG werden Einzeldenkmale und unter § 3 Abs. 3 NDSchG Gruppen baulicher Anlagen und deren Bestandteile ausgewiesen.
- ID: die Objekt-ID des Baudenkmales
- Bild: ein Bild des Baudenkmales, ggf. zusätzlich mit einem Link zu weiteren Fotos des Baudenkmals im Medienarchiv Wikimedia Commons. Wenn man auf das Kamerasymbol klickt, können Fotos zu Baudenkmalen aus dieser Liste hochgeladen werden:

Zurück zur Hauptliste
| Lage                                         | Bezeichnung          | Beschreibung | ID       | Bild           |
| -------------------------------------------- | -------------------- | --- | -------- | -------------- |
| Schuhhof 1 / 1a 51° 54′ 22″ N, 10° 25′ 41″ O | Wohn-/ Geschäftshaus | Zweigeschossiger Fachwerkbau mit Krüppelwalmdach in Ziegeldeckung, Eckhaus. Fassade fachwerksichtig, regelmäßige Gefacheinteilung, EG mit Arkadengang zum Schuhhof und Schaufensterverglasung. | 36607423 | Weitere Bilder |
| Schuhhof 2 51° 54′ 23″ N, 10° 25′ 40″ O      | Wohn-/ Geschäftshaus | Dreigeschossiger Fachwerkbau mit Satteldach in Ziegeldeckung, traufständig. Fassade fachwerksichtig, im EG Ladeneinbau mit Schaufensterverglasung, OGs mit schmalen Zwischengefachen; profilierte Balkenköpfe und Füllhölzer unterhalb der Stockwerksschwellen farbig gefasst. | 36607453 |                |
| Schuhhof 3 51° 54′ 23″ N, 10° 25′ 39″ O      | Hirsch-Apotheke      | Zweigeschossiger Massivbau mit mittigem Zwerchhaus und Mansarddach in Ziegel- und Schieferdeckung, traufständig. Fassade verputzt, Fensteröffnungen mit Fascien eingefasst, Mittenbetonung durch Zwerchhaus und dreiachsige Fensterfront; Giebelseite mit Schiefer verkleidet. Inschrift in Kellerfenstersturz: „EC.F:LEHF. Anno 1780“. | 36607484 | Weitere Bilder |
| Schuhhof 3 51° 54′ 23″ N, 10° 25′ 39″ O      | Hinterhaus           | Zweigeschossiges Gebäude mit Satteldach. Giebelseite mit Schiefer verkleidet. | 36579067 | BW             |
| Schuhhof 3 51° 54′ 23″ N, 10° 25′ 39″ O      | Garten               | | 36567043 |                |
| Schuhhof 4 51° 54′ 22″ N, 10° 25′ 39″ O      | Wohn-/ Geschäftshaus | Dreigeschossiger Fachwerkbau mit Satteldach in Schieferdeckung, traufständig. Fassade fachwerksichtig, Stockwerksbauweise, OGs leicht vorkragend, EG mit Schaufensterverglasung, Giebelseite mit Holz verschalt, Giebeldreieck mit Schiefer verkleidet. Unter dem zweiten Oberstock und der Traufkante Wulstkonsolen mit Schuppenverzierungen, Brüstungsbohlen mit Rankenwerk dekoriert; Setzschwelle des ersten Stockwerks mit Inschrift und Datierung „1633“. | 36607516 |                |
| Schuhhof 5 51° 54′ 22″ N, 10° 25′ 39″ O      | Wohn-/ Geschäftshaus | Drei- bis viergeschossiger Fachwerkbau mit Satteldach in Schieferdeckung, traufständig. Fassade fachwerksichtig, OGs leicht vorkragend, EG mit Schaufensterverglasung. Brüstungsgefache mit Fußstreben, 2. Oberstock des dreigeschossigen Hausteils mit Brüstungsbohlen gefüllt mit grotesken Masken. | 36607546 |                |
| Schuhhof 6 51° 54′ 22″ N, 10° 25′ 39″ O      | Wohn-/ Geschäftshaus | Dreigeschossiger Fachwerkbau mit Satteldach in Schieferdeckung, traufständig. Fassade fachwerksichtig, Schwellen und Ständer mit farbiger Rahmung, EG mit Schaufensterverglasung. | 36607576 |                |
| Schuhhof 7 – 8 51° 54′ 21″ N, 10° 25′ 40″ O  | Wohn-/ Geschäftshaus | Drei- bis vierstöckiger Fachwerkbau, bestehend aus mehreren zusammengebauten Häusern, mit Krüppelwalmdach in Schieferdeckung, traufständiges Eckhaus, giebelständig zur Marktstraße. Fassade fachwerksichtig, Mischkonstruktion aus Ständerbauweise in den unteren beiden Geschossen und Stockwerksbauweise im 2. und 3. OG, Oberstöcke weit vorkragend auf horizontal profilierten Knaggen, dazwischen Windbretter, Setzschwellen mit Trapezschnitt, Gefache mit variierenden Breiten; EG mit Schaufensterverglasung. Brüstungsgefache im südlichen Hausteil zur Marktstraße mit einfachen Fußstreben, im nördlichen Hausteil mit Andreaskreuzen; Inschriften in den Setzschwellen des 1. und 2. OG. Südfassade zur Marktstraße im frühen 17. Jh. mit Brüstungsbohlen mit Fächerrosetten und Rankwerk umgestaltet. | 36607606 |                |